# Škoda 6 R
Der Škoda 6 R ist ein Pkw-Modell. Hersteller war Škoda in der damaligen Tschechoslowakei.

## Beschreibung
Škoda stellte das Modell im September 1928 auf der XX. Internationalen Automobilausstellung in Prag der Öffentlichkeit vor. Es war ähnlich konzipiert wie der 4 R. Auf diese Weise wollte der Hersteller Kosten sparen. Angeboten wurde das Fahrzeug von 1929 bis 1930. Insgesamt entstanden 322 Fahrzeuge. Es gab weder einen Vorgänger noch einen Nachfolger mit einem Motor vergleichbarer Größe.

## Technische Beschreibung

### Motoren

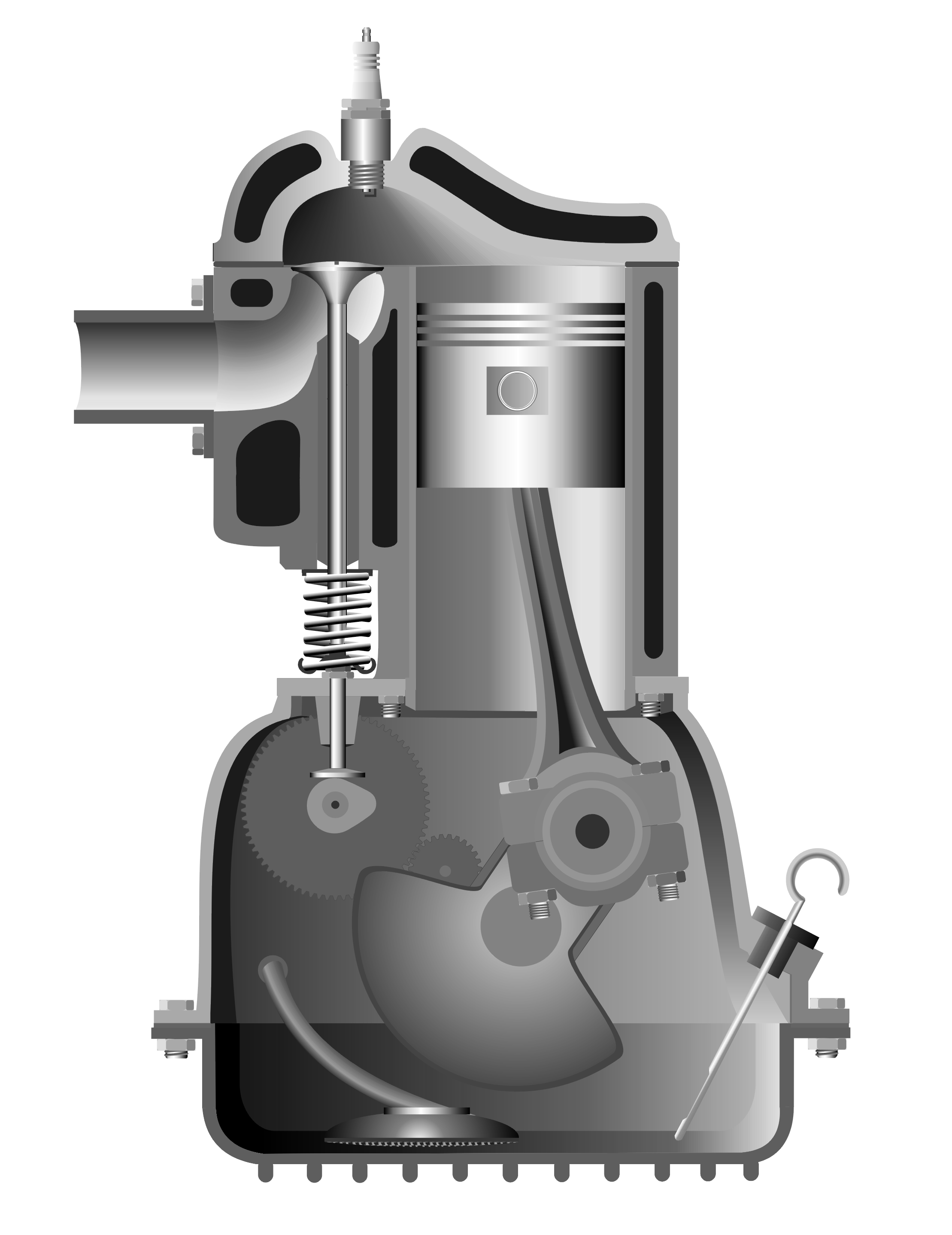
Prinzipdarstellung eines seitengesteuerten Motors mit der von Ricardo entwickelten Quetschkante am Zylinderkopf.

Der Sechszylinder-Ottomotor arbeitete im Viertaktverfahren. Er leistete 50 PS aus 2916 cm³ Hubraum. 75 mm Bohrung und 110 mm Hub entsprachen dem des 4 R. Dadurch konnten zum Beispiel in beiden Motoren die gleichen Kolben und Pleuel verwendet werden. Die Kolben waren aus einer Aluminiumlegierung gefertigt. Die Ventile standen auf einer Seite des Motors (SV-Ventilsteuerung, „L-Kopf“). Nach dem Prinzip von Harry Ricardo war der kompakte Brennraum im Zylinderkopf über den Ventilen angeordnet und im oberen Totpunkt ein großer Teil des Kolbenbodens vom Zylinderkopf abgedeckt. Die Kurbelwelle war vierfach gelagert. Die Motoren hatten Druckumlaufschmierung mit Druckregelung und zwei Filtern. Es wurde ein elektromagnetischer Zündverteiler mit selbständiger Zündeinstellung angebaut. Jeder der beiden Zenith-Horizontalvergaser hatte einen Luft- und einen Benzinfilter. Der Treibstoff wurde durch einen Aspirator vom Benzintank zum Vergaser befördert. Die Kühlung arbeitete ohne Pumpe (Thermosiphonkühlung) und wurde von einem Ventilator hinter dem Kühler unterstützt. Ein gemeinsamer Flachriemen trieb Lichtmaschine und Ventilator an. Die Bordspannung war 12 Volt.

### Kraftübertragung
Die Kupplung war als Trockenlamellenkupplung ausgelegt. Das Getriebe, mit einem Schalthebel in der Wagenmitte, hatte vier Vorwärtsgänge und einen Rückwärtsgang. Das Drehmoment wurde vom Getriebe zur Hinterachse über eine Kardanwelle übertragen. Die Hinterachse war eine Banjoachse mit einem Kegelradgetriebe von Gleason.

### Fahrwerk und Fahrgestell
Der Rahmen des Wagens bestand aus genieteten Stahl-U-Profilen. Die starren Achsen vorn und hinten wurden von halbelliptischen Blattfedern gefedert und geführt. Die mechanische Fußbremse stammte von Perrot und wirkte auf alle Räder. Der Handbremshebel war in der Wagenmitte angebracht und die Bremse wirkte auf die Hinterräder. Der Wagen hatte Speichenräder von Rudge-Whitworth mit Zentralverschluss. Metallscheibenräder waren auf Wunsch lieferbar, später auch Stahlspeichenräder mit geteilten Felgen. Die Ballonreifen hatten die Größe 32 × 6.00.
Das Fahrgestell hatte 346 cm Radstand und 138 cm Spurweite. Es wog 1100 kg.
Angegeben sind 100 km/h Höchstgeschwindigkeit und ein Verbrauch von 16 bis 20 Liter auf 100 km.

### Karosserien und Preise

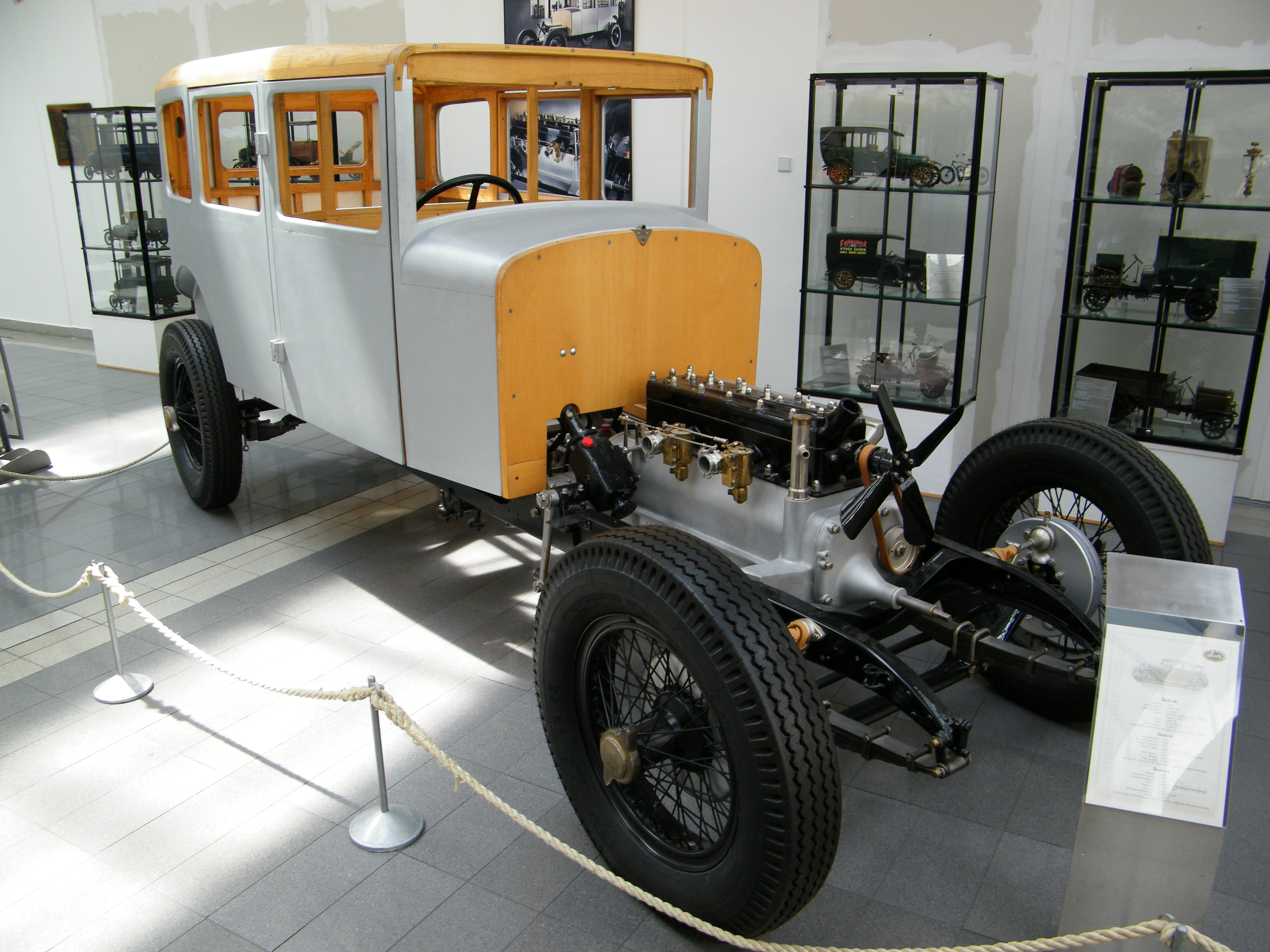
Eine nicht vollständig restaurierte Limousine auf einem 6-R-Fahrgestell im Škoda-Museum.

Das Fahrzeug wurde auch als Fahrgestell ohne Aufbau angeboten. Diese Möglichkeit wurde von den Kunden nur selten genutzt. Ein Fahrgestell kostete 70.000 Kč.
Für das Modell konnten über Škoda hauptsächlich große Reiseaufbauten bestellt werden. Erhältlich waren zum Beispiel ein sechssitziger Phaeton, eine sechssitzige Limousine mit Holz-Kunstleder-Aufbau nach Weymann-Lizenz von Brožík oder Aero und eine Limousine mit Ganzstahlkarosserie. Die Preise 1929 reichten von 80.000 Kč für den Phaeton über 97.500 Kč für eine Weymann-Limousine bis 99.000 Kč für die Ganzstahllimousine. 1930 fiel der Preis für die Weymann-Limousine auf 78.000 Kč.
Für den Tourenwagen sind 515 cm Länge, 168 cm Breite und 184 cm Höhe bekannt. Er wog 1500 kg.
Vom 6 R bestellte das Verteidigungsministerium mehrere Dutzend Limousinen und Phaetons. Zwei Dutzend 6 R kaufte das Gesundheitsministerium zum Aufbau von vier medizinischen Einheiten zur Bekämpfung von ansteckenden Krankheiten. Diese 24 Fahrgestelle wurden als Kranken-, Labor- und Desinfektionsfahrzeuge aufgebaut. Die Karosserien kamen von Karosa und die Ausstattung von Novák & Jahn sowie Fr. Chvojka. Stationiert waren die Fahrzeuge in Uschhorod, Brünn,  Bratislava und Prag.
Das Fahrzeug wurde auch als Bestattungswagen karossiert.